# 塞德林
塞德林是葡萄牙阿威罗区的一个堂区。总面积8.47平方公里，总人口995人，人口密度117.5人/平方公里。